# Bundesstraße 26
Die Bundesstraße 26 (Abkürzung: B 26) verläuft zwischen der B 44 bei Wolfskehlen und der Autobahnanschlussstelle 14 „Bamberg Hafen“ der A 70. Sie begleitet dabei abschnittsweise den Fluss Main.
Das westliche Ende befand sich ursprünglich in Wolfskehlen an der B 44, mittlerweile liegt es westlich des Ortes mitten im Feld an der als Umgehungsstraße gebauten B 44. Seit der Eröffnung der Straßenbrücke über die Riedbahn führt die B 26 südlich um den Ort herum.

## Streckenverlauf

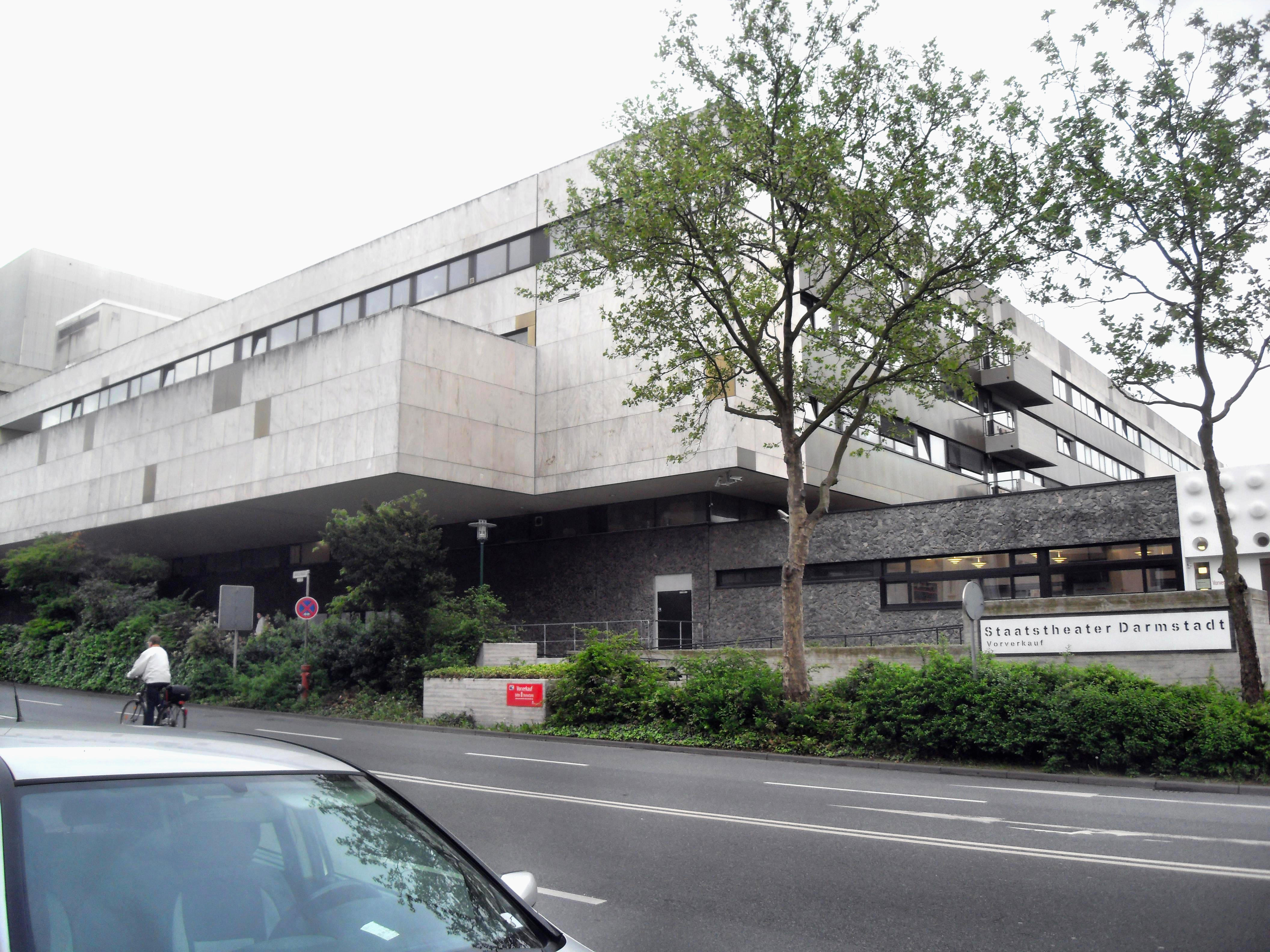
Das Staatstheater Darmstadt an der Bundesstraße 26

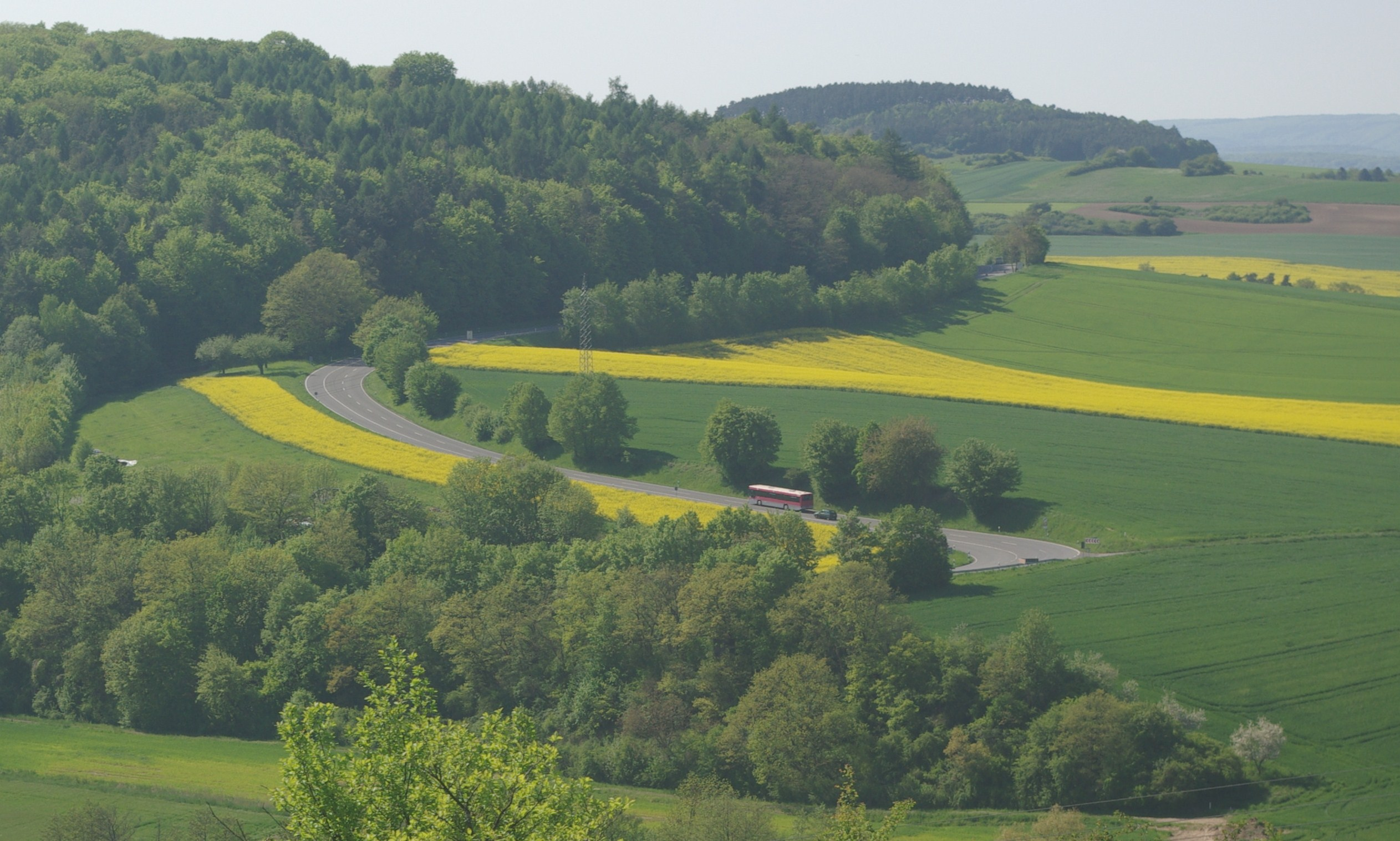
Haarnadelkurve zwischen Karlstadt und Stetten im Werntal

Die Straße quert die südhessische Großstadt Darmstadt (22 km) in West-Ost-Richtung und führt vierspurig auf der alten Trasse der A 680 an Dieburg (40 km) vorbei. Bis zur Umgestaltung des Luisenplatzes in Darmstadt als Fußgängerzone in den 1970er Jahren verlief die Straße über diesen, wo sie die B 3 kreuzte. Heute verläuft sie über den als Einbahnstraße eingerichteten Innenstadtring bzw. durch den Citytunnel. Die ursprüngliche Strecke von Darmstadt (Erbacher Straße) nach Dieburg (Rheingaustraße/Aschaffenburger Straße) lief durch die Orte Roßdorf und Gundernhausen. In Dieburg wurde die B 26 auf eine südlich und östlich um den Ort verlaufende Umgehungsstraße verlegt. Diese ist schon in der Generalkarte von 1955 existent. Mitte der 1980er Jahre wurde die B 26 auf die A 680 gelegt, welche zeitgleich herabgestuft wurde.
Von Dieburg aus (nun wieder zweistreifig) verläuft die Straße unter Umgehung von Altheim (Hauptstraße = Ex B 26) über Babenhausen, für das eine Umgehungsstraße vorgesehen ist, nach Bayern, wo sie nach wenigen Kilometern die kreisfreie Stadt Aschaffenburg (65 km) durchquert. Hier nimmt sie die B 8 auf und führt sie zur A 3.
Nun schlängelt sich die B 26 durch den Spessart bis Lohr am Main (103 km). Von hier führt sie in nördlicher Richtung entlang des Mains nach Gemünden (116 km), der Drei-Flüsse-Stadt (hier fließen Fränkische Saale und Sinn in den Main), und dann wieder südlich bis Karlstadt (132 km). Hier biegt sie vom ständig mäandrierenden Main Richtung Osten ab und durchquert entlang des Flüsschens Wern das Maindreieck in Richtung Schweinfurt (175 km). Noch vor Schweinfurt zweigt in Arnstein die B 26a ab, die die B 26 am Autobahnkreuz Schweinfurt/Werneck mit den Autobahnen A 7 und A 70 verbindet.
Von Werneck bis zur Anschlussstelle Eltmann ist die B 26 im Jahre 2016 zur St 2447 abgestuft worden. Dies geht auf ein Bestreben des Bundes zurück, autobahnparallele Bundesstraßen abzustufen und den Ländern zu übergeben. Dies betrifft die B 26 in den Bereichen, in denen sie die A 70 begleitet. Der restliche Streckenabschnitt zwischen Eltmann und Bamberg wird nach Baumaßnahmen abgestuft. Im oberfränkischen Teil des Abschnittes taucht die Nummer der Bundesstraße schon seit gut zehn Jahren nicht mehr auf den Wegweisern auf.
Im Landkreis Haßberge zwischen Haßfurt und Zeil ist 2022 aus der B 26 die Staatsstraße 2447 geworden.
Die Maximallänge der B 26 beträgt 233 km.

## Geschichte
Die Landstraße von Aschaffenburg nach Darmstadt wurde ab 1780 in einem ersten Abschnitt als Teil einer Landstraße von Aschaffenburg nach Frankfurt von der Mainbrücke bis in Höhe der Roten Brücke im Park Schönbusch neu trassiert und als Chaussee angelegt (später auch Große Schönbuschallee genannt). Der gesamte Abschnitt von der Mainbrücke bis zur Kreuzung mit dem Langen Handtuch (u. a. Kreisstraße AB 16) an der sogenannten Frühlingslust, wurde 1820 fertiggestellt. Ihre endgültige Fertigstellung erfolgte in weiteren Abschnitten bis 1840. Nahe Roßdorf bestand Anschluss an die 1830 erbaute Chaussee von Darmstadt über Reinheim nach Erbach.
Die Landstraße von Bamberg nach Schweinfurt wurde um 1815 als unpassierbar bezeichnet. Diese Strecke wurde bis 1842 in kleinen Etappen zur Chaussee ausgebaut, weil die damaligen bayerischen Finanzpolitiker keine größeren Geldsummen für den Straßenbau ausgeben wollten.
Der Verlauf der heutigen Bundesstraße 26, die 1932 als Fernverkehrsstraße 26 eingerichtet und infolge des Gesetzes über die einstweilige Neuregelung des Straßenwesens und der Straßenverwaltung mit Wirkung vom 1. April 1934 in Reichsstraße 26 umbenannt und in die Baulast des Deutschen Reiches überführt wurde, wechselte mehrfach. Ursprünglich begann sie an der R 19 bei Würzburg und führte von dort nach Bamberg (Quelle: Conti-Atlas für Kraftfahrer 1934). Nachdem alle Voraussetzungen für eine Reichsstraße erfüllt waren, wozu die Versetzung der zu schmalen Roten Brücke bei Aschaffenburg in den Park Schönbusch gehörte, begann die R 26 am Rhein in Mainz-Kastel und führte über Gustavsburg nach Bischofsheim, wo zunächst die B 43 abzweigte. Von Bischofsheim aus verlief sie südöstlich nach Groß-Gerau (Kreuzung mit B 44) und Büttelborn, von dort aus auf der Trasse der heutigen A 67 bis Darmstadt (Rheinstraße) und dann weiter bis Bamberg. Im Zusammenhang mit diesem Autobahnbau wurde der Beginn der Bundesstraße 26 nach Riedstadt-Wolfskehlen (Übernahme eines Teils der L 3096) verlegt und Teile der Straße von der B 42 übernommen. Zwischen Mainz-Kastel und Aschaffenburg war diese Route schon seit 1932 Fernverkehrsstraße mit den Nummern 42 (Kastel – Dieburg), 46 (Dieburg – Stockstadt) und 8 (Stockstadt – Aschaffenburg).
Eine Verlängerung (mit Ausbau) nach Westen als A 60-Südvariante bzw. Magistrale Brüssel-Prag mit Rheinbrücke bei Oppenheim wurde vor vielen Jahren wieder verworfen, stattdessen wird derzeit eine Verlängerung der B 420 nach Osten im gleichen Bereich diskutiert.

## Neubauplanungen
Im Verlauf der B 26 sind einige Neubauprojekte geplant.

### Nordostumgehung Darmstadt
Als Ersatz für die Durchquerung der Darmstädter Innenstadt war die sog. Nordostumgehung (auch als Nordostumfahrung bezeichnet) geplant. Sie sollte den Innenstadtbereich vom Pkw- und Lkw-Verkehr entlasten. Die geplante Strecke sollte den Darmstädter Ostbahnhof und den Martin-Luther-King-Ring verbinden. Die Straße sollte etwa zur Hälfte in einem Tunnel und zur Hälfte offen verlaufen.

#### Anlass
Die derzeitige Struktur des Straßennetzes in Darmstadt stellt für den Ost-West-Durchgangsverkehr keine Umgehungsstraßen bereit. Dies führt dazu, dass die Innenstadt von Durchgangsverkehr belastet wird. Daher wird seit den 1970er-Jahren bereits über eine bessere Anbindung der aus Osten kommenden B 26 an die A 5 – entweder an der Anschlussstelle Weiterstadt (B 42) oder am Darmstädter Kreuz – diskutiert. Im Laufe der Planungen wurden viele Varianten erörtert und wieder verworfen. Man war bereits so weit, dass im Darmstädter Stadtwald teilweise eine Trasse gerodet wurde.
Die seit dem Jahr 2005 wirksame Feinstaub-Richtlinie 99/30/EG der EU hatte die Planungsarbeiten nun beschleunigt, da bereits Mitte 2005 der Grenzwert in Darmstadt überschritten wurde. Darmstadt gilt neben Frankfurt als die am meisten mit Feinstaub belastete Stadt in Hessen. Derzeit gilt ein vom Land Hessen verabschiedeter Aktionsplan Feinstaub Darmstadt, der für Lkw ab 3,5 t ein Durchfahrtsverbot in West-Ost- und Ost-West-Richtung (Ausgenommen: Be- und Entlader in der Stadt Darmstadt, dem Landkreis Darmstadt-Dieburg und dem Odenwaldkreis) und ein Nachtfahrverbot beinhaltet.

#### Carl-Schenck-Ring
Die Verlängerung des Carl-Schenck-Rings verbindet die eigentliche Nordostumgehung mit der Gräfenhäuser Straße am nordwestlichen Stadtrand Darmstadts. Diese Verbindung ergänzt das Hauptverkehrsstraßennetz Darmstadts. Sie soll eine Verkehrsentlastung des gesamten Gewerbe- und Einkaufsgebietes bewirken. Sie ist ein eigenständiges Straßenbauprojekt. Zugleich schafft sie eine der Voraussetzungen für die Nordostumgehung und gehört damit zu deren Gesamtplanung. Die Bauarbeiten begannen am 11. Juni 2007 und wurden im Dezember 2008 abgeschlossen.
Die Straße verläuft als einbahnige, zweistreifige Straße parallel zur Otto-Röhm-Straße als Verlängerung des bereits vorhandenen Carl-Schenck-Rings zwischen Frankfurter Straße und Otto-Röhm-Straße und ist in einen breiten Grünzug eingebettet. Die Trassierung berücksichtigt bereits eine zu einem späteren Zeitpunkt möglicherweise erforderliche Erweiterung nach Norden auf zwei Bahnen mit insgesamt vier Fahrstreifen nach Realisierung der Nordostumgehung. Die Dimensionierung der Anschlussknotenpunkte kalkulieren diese größeren Verkehrsmengen bereits mit ein, so dass sie mittelfristig nicht mehr umzubauen sind.

#### Aktueller Stand
Ein Bürgerentscheid, der den Beschluss der Stadtverordnetenversammlung zum Bau der Umgehung aufheben sollte, scheiterte am 7. Juni 2009 knapp am nötigen Quorum, obwohl die Mehrheit gegen den Bau gestimmt hatte.
Im Mai 2010 wurden die bislang vorgesehenen Mittel aus dem städtischen Haushalt gestrichen.
Im Mai 2011 wurde zwischen den Grünen und der CDU in Darmstadt ein Koalitionsvertrag geschlossen, in dem der Verzicht auf den Bau der Nordostumgehung festgeschrieben wurde, das Baurecht soll aufgehoben werden. Damit ist vorerst nicht mehr mit der Realisierung des Projektes zu rechnen.

#### Kritik

##### Pro
Eine im Juni veröffentlichte Verkehrsstudie der Stadt Darmstadt geht von einer Entlastung des Straßenzuges Rhönring–Spessartring um 35 % bis 50 % aus. Im Bereich Landgraf-Georg-Straße und dem City-Ring geht die Stadt von einer Entlastung von bis zu zehn Prozent aus. Ebenfalls wird durch die Umgehung ca. 75 % des Lkw-Verkehrs dauerhaft aus der Stadt ferngehalten. Begrüßt wird der Bau der Umgehung vor allem von Einwohnern der Landkreis-Gemeinden. Nach Einführung des Nachtfahrverbotes in Darmstadt hat der Lkw-Verkehr in vielen Gemeinden erheblich zugenommen, so zum Beispiel in Mühltal, Roßdorf, Ober-Ramstadt und anderen.

##### Contra
Kritiker beklagen die hohen Kosten, die in keinem akzeptablen Verhältnis zum erhofften Nutzen stünden. Sie verweisen auf die ohnehin knappe Haushaltslage und die andernorts fehlenden Geldmittel. Darüber hinaus bestreiten sie, dass der erhoffte Nutzen tatsächlich eintreten wird. Die Nordostumgehung würde die Innenstadt kaum entlasten, die Heinrichstraße überhaupt nicht. Im Gegenteil würde die zusätzliche Straßenkapazität zusätzlichen Verkehr anziehen. Die betroffenen Wohn- und Naherholungsgebiete würden stark beeinträchtigt, sowohl während der aufwändigen Bauarbeiten als auch dauerhaft. Die CDU kritisierte, dass die Straße im Tunnel nur zwei- und nicht vierspurig geplant wurde. In den Jahren 2004 und 2005 haben sich im Bereich des Woogs- und Rosenhöhenviertels drei Bürgerinitiativen gegründet. Diese setzen sich unter anderem für eine Variante ein, welche zwischen Mathildenhöhe und Rosenhöhe eine Tunnelführung der Trasse vorsieht (was mittlerweile in die Planung eingeflossen ist).

### Rheinstraßenbrücke
Die Rheinstraßenbrücke in Darmstadt sollte von 2019 an für 15,3 Millionen Euro saniert werden. Im Zuge dessen soll die Brücke verbreitert und neue Fahrspuren gebaut werden. Ende 2023 wurde die Planung gestoppt und für 2024 eine neue Planung angekündigt.

### Dieburg bis Babenhausen
Für den 6,5 Kilometer langen Abschnitt der B 26 zwischen Dieburg und Babenhausen ist ein Ausbau mit kombiniertem Wirtschafts- und Radweg geplant. Die Planungen befanden sich 2009 in der Vorentwurfsphase. Im Juli 2011 wollten sich die Planer nicht zu einem Zeitplan äußern.

### Vierstreifiger Ausbau zwischen der B469 und Aschaffenburg
In dem am 3. August 2016 vom Bundeskabinett beschlossenen Bundesverkehrswegeplan 2030 ist der vierstreifige Ausbau der B 26 in Anlage 1 Projektliste S. 89 auf einer Länge von 3,4 km im Stadtgebiet Aschaffenburg und im Gemeindegebiet des Marktes Stockstadt am Main mit Gesamtkosten von 22,1 Mio. € als vordringlicher Bedarf enthalten. Am 2. Dezember 2016 hat der Bundestag den Bedarfsplan des Fernstraßenausbaugesetzes dem Bundesverkehrswegeplan entsprechend geändert.
An diese Ausbaustrecke anschließend soll die B 26 zur Ertüchtigung der Zufahrten zum Mainhafen Aschaffenburg beginnend am Waldfriedhof und endend an der Kreuzung Augasse/Auweg vierstreifig ausgebaut und mit Abbiegespuren versehen werden. Vom Staatlichen Bauamt Aschaffenburg wurde ein Planfeststellungsverfahren beantragt und von der Regierung von Unterfranken im November 2012 eingeleitet.
Im Rahmen des Planfeststellungsverfahrens hat die Stadt Aschaffenburg zwei mit Beschluss vom 19. Februar 2013 gebilligte Stellungnahmen abgegeben, in denen sie keine grundsätzlichen Einwände vorgebracht hat. Am 21. Oktober 2013 hat ein Erörterungstermin stattgefunden, bei dem nicht allein die bereits schriftlich eingegangenen Stellungnahmen behandelt wurden: Auf Antrag der Erschienenen und im Einvernehmen mit den Erschienenen wurden die Öffentlichkeit hergestellt und neue, mündlich vorgebrachte Stellungnahmen erörtert.
Am 2. Februar 2014 haben in der Stadt Aschaffenburg zwei Bürgerentscheide stattgefunden, der Bürgerentscheid „Keine Stadtautobahn am Schönbusch“ entschied über die Frage „Sind Sie dafür, dass die Stadt Aschaffenburg ihren Beschluss vom 19. Februar 2013 zur Billigung des durchgehenden vier- bis sechsstreifigen Ausbaus der B 26 zwischen Waldfriedhof und Thyssenbrücke zurücknimmt und alle politischen und rechtlichen Maßnahmen ergreift, um einen vier- bis sechsstreifigen Ausbau der B 26 zu verhindern?“. Diese Frage wurde von ca. 2/3 der Abstimmungsbeteiligten mit „Ja“ beantwortet. Für den vom Stadtrat begehrten Bürgerentscheid „Für eine leistungsfähige sichere Hafenerschließung – Arbeitsplätze erhalten und schaffen“ stimmten 5602 Bürger, dagegen 7341. Die Stichfrage wurde mit 8281 zu 5146 Stimmen zugunsten des Bürgerentscheides „Keine Stadtautobahn am Schönbusch“ beantwortet.
Daraufhin wurde von der Regierung von Unterfranken das Planfeststellungsverfahren ausgesetzt. Vom Staatlichen Bauamt wurden die Stadt Aschaffenburg, das Landratsamt Aschaffenburg, der Markt Stockstadt, die Bayerische Verwaltung der Staatlichen Schlösser, Gärten und Seen, die IHK, die Bayernhafen GmbH & Co. KG., die Fraktionen und Gruppierungen des Aschaffenburger Stadtrates, die Bürgerinitiative „Keine Stadtautobahn B26“ sowie die Bürgerinitiative „Pro Stockstadt“ zu einem Runden Tisch eingeladen. Als eines der Ergebnisse dieses Runden Tisches wurde ein neues Verkehrsgutachten in Auftrag gegeben. Aufgrund des neuen Verkehrsgutachtens hat sich der Stadtrat am 24. Oktober 2016 für eine Wiederaufnahme des Planfeststellungsverfahrens ausgesprochen.
Am 30. Juni 2017 hat die Initiative gegen den vierspurigen Ausbau der B 26 im Bereich des Hafens mit 3920 Unterschriften ein erneutes Bürgerbegehren mit dem Titel „Gegen die Missachtung des Bürgerwillens!“ an die Stadt Aschaffenburg gerichtet. Daraufhin fanden am 24. September 2017 zwei Bürgerentscheide zur B 26 statt. Dem Bürgerentscheid „Pro Ausbau B 26 – Stoppt den Stau“ (Stadtratsbegehren) stimmten 60,3 % der Abstimmungsbeteiligten zu und dem Bürgerentscheid „Gegen die Missachtung des Bürgerwillens!“ (Bürgerbegehren) 55,46 %. Die Stichfrage wurde mit 14840 zu 12831 Stimmen zugunsten des Bürgerentscheides „Pro Ausbau B 26 – Stoppt den Stau“ beantwortet.
Am 19. Juni 2018 wurde die Durchführung eines Planänderungsverfahrens beantragt. Die geänderten Planfeststellungsunterlagen haben vom 3. Juli bis 2. August 2018 zur allgemeinen Einsichtnahme ausgelegen. Die dabei eingegangenen Stellungnahmen wurden am 28. Mai 2019 von der Planfeststellungsbehörde, der Regierung von Unterfranken, erörtert.
Am 11. November 2019 hat die Regierung von Unterfranken unter dem Aktenzeichen 32-4354.2-1/12 den Planfeststellungsbeschluss für die Bundesstraße B 26, Darmstädter Straße, Ausbau der Knotenpunkte „Hafen-West“ und „Hafen-Mitte“ in Aschaffenburg erlassen. Mit dem Bau wurde im Frühjahr 2022 begonnen.

#### Kritik

##### Pro
Die Leistungsfähigkeit und Sicherheit der stark belasteten B 26 wird im Hafenbereich, der für den Güterumschlag zwischen Straße, Wasserweg und Schiene bedeutsam ist, erhöht. Eingriffe in den Park Schönbusch werden vermieden, indem die beiden weiteren Fahrstreifen auf der Hafenseite angelegt werden. Aus demselben Grund sinkt zugleich die Lärm- und Abgasbelastung des Parks, weil die Straßenachse um ca. 8 m in Richtung Hafen verschoben wird. Eine von der Stadt Aschaffenburg in der Nachkriegszeit mit dem Bau des Waldfriedhofes angelegte Reihe von Pyramidenpappeln soll auf dem neuen Mittelstreifen wieder angepflanzt und bis zur Schönbuschzufahrt verlängert werden.

##### Kontra
Die Lärm- und Abgasbelastung des Hafengebietes nimmt zu, weil die Straßenachse um ca. acht Meter zum Hafen hin verschoben wird. Die erzielte höhere Leistungsfähigkeit hat zur Folge, dass sich Verkehre von anderen Straßen auf die B 26 verlagern und auch im nicht ausgebauten Abschnitt zwischen der Augasse und der städtischen Ringstraße die Belastung steigen kann. Ein denkbarer künftiger Ausbau auch dieses Abschnitts wäre mit einem Eingriff in eine historische Pappelallee verbunden, von der heute noch etwa 40 Bäume erhalten sind, und dazu beitragen, dass mehr Kfz-Verkehr von und nach Aschaffenburg fließen kann, was zu einer allgemeinen Zunahme der mit dem Verkehr verbundenen Emissionen führen würde und zu Überlastungen städtischer Straßen beitragen könnte.

### Westumgehung Würzburg
Ebenfalls im Bundesverkehrswegeplan vorgesehen, ist die B 26a Richtung Karlstadt und dann abknickend, um Würzburg herum, zur A 3 weiterzuführen. Das Projekt wird unter B 26 neu bearbeitet. Der Abschnitt vom Autobahnkreuz Schweinfurt/Werneck nach Karlstadt ist im Vordringlichen Bedarf, und der weitere Verlauf bis zur A 3 im Weiteren Bedarf mit Planungsrecht enthalten. Die Planung der B 26n stößt allerdings bei Teilen der vom Planungskorridor betroffenen Bevölkerung auf Gegenstimmen.
Der favorisierte Mittelkorridor der neuen Bundesstraße soll größtenteils durch den Landkreis Main-Spessart sowie durch den westlichen Landkreis Würzburg führen.
Bei der Umweltverträglichkeitsstudie, welche im März 2009 vorgestellt wurde, ist neben dem Mittelkorridor weiterhin die Kombilösung Nord/Süd vorhanden. Im März 2009 war geplant, bis Herbst 2009 die verträglichste Linie zu bestimmen, so dass im Jahr 2010 das Raumordnungsverfahren eingeleitet werden konnte.
Seit 15. Dezember 2011 liegt die Landesplanerische Beurteilung mit integrierter Umweltverträglichkeitsprüfung der höheren Landesplanungsbehörde bei der Regierung von Unterfranken vor.

### Regnitzbrücke Bischberg
Nachdem in den Jahren um 2004/05 die Brücke kernsaniert wurde, stellte sich im Jahre 2012 heraus, dass die Widerlager instabil sind und nun die komplette Brücke abgerissen und komplett neu gebaut werden muss. Da die Bundesregierung die Strecke zur Bundesautobahn 70 hin, zur Staatsstraße herunterstufen möchte, wollte man ursprünglich noch im Jahre 2014 mit den Arbeiten beginnen. Danach soll in der Abfahrt zur Kreisstraße BA 36 statt eine Abfahrt ein Kreisverkehr entstehen.